# Tierras Altas (Sòria)
Tierras Altas és una comarca de la província de Sòria, a la comunitat autònoma de Castella i Lleó. El cap de comarca és San Pedro Manrique.

## Municipis
- Aldealices
- Almajano
- Almarza
- Arévalo de la Sierra
- Ausejo de la Sierra
- Carrascosa de la Sierra
- Castilfrío de la Sierra
- Castilruiz
- Cerbón
- Cigudosa
- El Royo
- Estepa de San Juan
- Fuentes de Magaña
- Fuentestrún
- La Póveda de Soria
- Las Aldehuelas
- Magaña
- Oncala
- Rebollar
- Rollamienta
- San Felices
- San Pedro Manrique
- Santa Cruz de Yanguas
- Sotillo del Rincón
- Suellacabras
- Trévago
- Valdeavellano de Tera
- Valdegeña
- Valdelagua del Cerro
- Valdeprado
- Valtajeros
- Villar del Ala
- Villar del Río
- Vizmanos
- Yanguas